# Birou într-un oraș mic
Birou într-un oraș mic este o pictură din 1953 a pictorului realist american Edward Hopper. Este deținut de Metropolitan Museum of Art din New York.
Tabloul înfățișează un bărbat așezat într-un colț de birou care supraveghează peisajul din exterior. Tabloul descrie singurătatea și frumusețea într-un mod unic, crud, dar plăcut, o temă comună printre lucrările lui Hopper. A fost descris de soția lui Hopper ca fiind „omul din peretele de beton”.